# Sieniawa (gromada w powiecie sanockim)
Sieniawa – dawna gromada, czyli najmniejsza jednostka podziału terytorialnego Polskiej Rzeczypospolitej Ludowej w latach 1954–1972.
Gromady, z gromadzkimi radami narodowymi (GRN) jako organami władzy najniższego stopnia na wsi, funkcjonowały od reformy reorganizującej administrację wiejską przeprowadzonej jesienią 1954 do momentu ich zniesienia z dniem 1 stycznia 1973, tym samym wypierając organizację gminną w latach 1954–1972.
Gromadę Sieniawa z siedzibą GRN w Sieniawie utworzono – jako jedną z 8759 gromad na obszarze Polski – w powiecie sanockim w woj. rzeszowskim na mocy uchwały nr 33/54 WRN w Rzeszowie z dnia 5 października 1954. W skład jednostki weszły obszary dotychczasowych gromad Sieniawa, Głębokie, Rudawka Rymanowska i Tarnawka ze zniesionej gminy Rymanów w tymże powiecie. Dla gromady ustalono 13 członków gromadzkiej rady narodowej.
1 stycznia 1960 do gromady Sieniawa włączono obszar zniesionej gromady Odrzechowa w tymże powiecie.
W 1971 roku gromada Sieniawa liczyła 2686 mieszkańców, zamieszkujących miejscowości: Głębokie (751), Odrzechowa (1226), Puławy (88), Rudawka Rymanowska (6), Sieniawa (615), Tarnawka (0) i Zawoje (0).
1 listopada 1972, w związku ze zniesieniem powiatu sanockiego, gromadę włączono do powiatu krośnieńskiego w tymże województwie.
Gromada przetrwała do końca 1972 roku, czyli do kolejnej reformy gminnej.